# Kolos Ferenc Vaszary
Kolos Ferenc Vaszary  (né le 12 février 1832 dans le diocèse de Veszprém et mort le 3 septembre 1915 à Balatonfüred) est un cardinal hongrois de la fin du XIXe siècle et du début du XXe siècle, membre de l'ordre des bénédictins.

## Biographie
Vaszary est élu archevêque d'Esztergom et primat de Hongrie en 1891. Le pape Léon XIII le crée cardinal lors du consistoire du 16 janvier 1893. Vaszary démissionne de sa fonction d'archevêque en 1912. Vaszaary participe au conclave de 1903, lors duquel Pie X est élu pape, mais pas au conclave de 1914 pour des raisons de santé.

## Succession apostolique
Kolos Ferenc Vaszary a ordonné les évêques suivants :
- Évêque János Jung (hu) (1893)
- Évêque Nándor Cselka (hu) (1893)
- Évêque Károly Rimely (hu) (1893)
- Évêque Sámuel Hetyey (hu) (1898)
- Évêque Károly Csáky (hu) (1900)
- Évêque Lajos Rajner (hu) (1906)